# Phoradendron mairaryense
Phoradendron mairaryense là một loài thực vật có hoa trong họ Santalaceae. Loài này được Ule miêu tả khoa học đầu tiên năm 1920.